# Монастирська Євстахія Володимирівна
Євстахія Володимирівна Монастирська (? — ?) — українська радянська діячка, новатор сільськогосподарського виробництва, ланкова колгоспу імені Молотова (потім — імені Богдана Хмельницького) Пробіжнянського (Чортківського) району Тернопільської області. Депутат Верховної Ради УРСР 4—5-го скликань.

## Біографія
Народилася у селянській родині. Працювала у власному господарстві.
З кінця 1940-х років — ланкова колгоспу імені Молотова (потім — імені Богдана Хмельницького) села Великі Чорнокінці Пробіжнянського (тепер — Чортківського) району Тернопільської області. Вирощувала високі врожаї цукрових буряків, кукурудзи та картоплі. У 1958 році зібрала 670 центнерів буряків із кожного гектара. 

## Нагороди
- медалі